# Puchar Azji w Piłce Nożnej 2011
Puchar Azji w Piłce Nożnej 2011 rozgrywany był w Katarze w dniach od 7 do 29 stycznia 2011. Była to piętnasta edycja Pucharu Azji, po raz drugi gospodarzem byli Katarczycy. Tytułu z roku 2007 bronili Irakijczycy. Zwyciężyli Japończycy, którzy w finale pokonali po dogrywce Australijczyków 1:0, uzyskując tym samym automatyczny start w Pucharze Konfederacji 2013, który rozegrany zostanie w Brazylii. Po raz drugi z rzędu, trzecie miejsce zajęła Korea Południowa, a pierwszy raz w historii w czołowej czwórce znaleźli się Uzbecy.

## Gospodarz
Chęć organizacji Pucharu Azji w roku 2011 wyraziły trzy państwa: Katar, Indie i Iran. Oficjalnie Katar swoją ofertę przedstawił 19 czerwca 2007, podczas gdy Indie wycofały swoje zainteresowanie, zaś Iran nie złożył na czas odpowiednich dokumentów.
29 lipca 2007, w czasie rozgrywania Pucharu Azji 2007, Katar został oficjalnie ogłoszony gospodarzem tych rozgrywek w 2011 roku. FIFA zadecydowała również, iż mecze mającego się odbyć za cztery lata turnieju toczone będą w styczniu, czyli w czasie astronomicznej zimy w Europie, bowiem w Katarze o tej porze roku panują wysokie temperatury.

## Zakwalifikowane drużyny
3 najlepsze zespoły Pucharu Azji 2007 oraz gospodarz turnieju otrzymały automatyczną kwalifikację do tego turnieju. Pozostałe drużyny wywalczyły awans poprzez turniej eliminacyjny AFC Challenge Cup w latach 2008 i 2010. Ostatnim dniem eliminacji był 3 marca 2010.

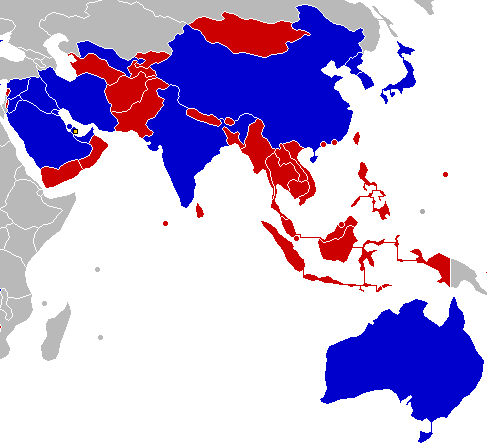
Kraje zakwalifikowane do finału Pucharu Azji
Kraje niezakwalifikowane do finału Pucharu Azji

     Kraje zakwalifikowane do finału Pucharu Azji
     Kraje niezakwalifikowane do finału Pucharu Azji
| Drużyna                      | Sposób kwalifikacji               | Liczba występów | Najlepszy wynik                  | Ostatni występ | Miejsce w Rankingu FIFA |
| ---------------------------- | --------------------------------- | --------------- | -------------------------------- | -------------- | ----------------------- |
| Katar                        | gospodarz                         | 7               | Ćwierćfinał (2000)               | 2007           | 114.                    |
| Irak                         | 1. miejsce 2007                   | 6               | Mistrzostwo (2007)               | 2007           | 101.                    |
| Arabia Saudyjska             | 2. miejsce 2007                   | 7               | Mistrzostwo (1984, 1988, 1996)   | 2007           | 81.                     |
| Korea Południowa             | 3. miejsce 2007                   | 11              | Mistrzostwo (1956, 1960)         | 2007           | 40.                     |
| Indie                        | 1. miejsce AFC Challenge Cup 2008 | 2               | II miejsce (1964)                | 1984           | 142.                    |
| Korea Północna               | 1. miejsce AFC Challenge Cup 2010 | 2               | IV miejsce (1980)                | 1992           | 108.                    |
| Bahrajn                      | Grupa A                           | 3               | IV miejsce (2004)                | 2007           | 93.                     |
| Japonia                      | Grupa A                           | 6               | Mistrzostwo (1992, 2000, 2004)   | 2007           | 29.                     |
| Australia                    | Grupa B                           | 1               | Ćwierćfinał (2007)               | 2007           | 26.                     |
| Kuwejt                       | Grupa B                           | 8               | Mistrzostwo (1980)               | 2004           | 102.                    |
| Uzbekistan                   | Grupa C                           | 4               | Ćwierćfinał (2004, 2007)         | 2007           | 109.                    |
| Zjednoczone Emiraty Arabskie | Grupa C                           | 7               | II miejsce (1996)                | 2007           | 105.                    |
| Syria                        | Grupa D                           | 4               | 1 runda (1980, 1984, 1988, 1996) | 1996           | 107.                    |
| Chiny                        | Grupa D                           | 9               | II miejsce (1984, 2004)          | 2007           | 87.                     |
| Iran                         | Grupa E                           | 11              | Mistrzostwo (1968, 1972, 1976)   | 2007           | 66.                     |
| Jordania                     | Grupa E                           | 1               | Ćwierćfinał (2004)               | 2004           | 104.                    |

## Stadiony
| Doha                          | Doha               | Ar-Rajjan         | Doha              | Doha                     |
| ----------------------------- | ------------------ | ----------------- | ----------------- | ------------------------ |
| Khalifa International Stadium | Stadion Al-Gharafa | Al-Rayyan Stadium | Qatar SC Stadium  | Jassim Bin Hamad Stadium |
| Pojemność: 50 000             | Pojemność: 25 000  | Pojemność: 25 000 | Pojemność: 20 000 | Pojemność: 17 000        |
|                               |                    |                   |                   |                          |

## Sędziowie
Lista dwunastu sędziów desygnowanych do prowadzenia spotkań Pucharu Azji 2011:
- Ali Al Badwawi
- Abdullah Al Hilali
- Mohamed Benouza
- Ravshan Ermatov
- Kim Dong-jin
- Abdul Malik
- Abdulrahman Mohammed
- Yūichi Nishimura
- Subkhiddin Mohd Salleh
- Nawaf Szukr Allah
- Mohsen Torky
- Benjamin Williams

## Losowanie
Losowanie przeprowadzono 23 kwietnia 2010 w Dosze. W pierwszym koszyku umieszczono gospodarza (który został też automatycznie przydzielony do grupy A) i trzy najlepsze drużyny poprzedniego turnieju - Irak, Arabię Saudyjską i Koreę Południową.
| Koszyk 1                                             | Koszyk 2                                  | Koszyk 3                                                    | Koszyk 4                                  |
| ---------------------------------------------------- | ----------------------------------------- | ----------------------------------------------------------- | ----------------------------------------- |
| - Katar - Irak - Arabia Saudyjska - Korea Południowa | - Japonia - Australia - Iran - Uzbekistan | - Chiny - Zjednoczone Emiraty Arabskie - Bahrajn - Jordania | - Syria - Kuwejt - Indie - Korea Północna |

## Faza grupowa

### Grupa A
| Zespół     | M | W | R | P | Br+ | Br- | +/- | Pkt |
| ---------- | - | - | - | - | --- | --- | --- | --- |
| Uzbekistan | 3 | 2 | 1 | 0 | 6   | 3   | +3  | 7   |
| Katar      | 3 | 2 | 0 | 1 | 5   | 2   | +3  | 6   |
| Chiny      | 3 | 1 | 1 | 1 | 4   | 4   | 0   | 4   |
| Kuwejt     | 3 | 0 | 0 | 3 | 1   | 7   | -6  | 0   |

| 7 stycznia 2011 19:15 UTC+3 | Katar | 0:2(0:0)Raport | Uzbekistan · 58' Odil Ahmedov · 77' Server Jeparov | Khalifa International Stadium, Doha Widzów: 37 143 Sędzia: Yūichi Nishimura |
|                             |       |                |                                                    |                                                                             |

| 8 stycznia 2011 16:15 UTC+3 | Kuwejt | 0:2(0:0)Raport | Chiny · 58' Zhang Linpeng · 67' Deng Zhuoxiang | Stadion Al-Gharafa, Doha Widzów: 7 423 Sędzia: Benjamin Williams |
|                             |        |                |                                                |                                                                  |

| 12 stycznia 2011 16:15 UTC+3 | Uzbekistan · Maksim Shatskix 41' · Server Jeparov 65' | 2:1(1:0)Raport | Kuwejt · 49' (k) Bader Al Mudwa | Stadion Al-Gharafa, Doha Widzów: 3 481 Sędzia: Nawaf Szukr Allah |
|                              |                                                       |                |                                 |                                                                  |

| 12 stycznia 2011 19:15 UTC+3 | Chiny | 0:2(0:2)Raport | Katar · 27', 45+1' Yusef Ali | Khalifa International Stadium, Doha Widzów: 30 778 Sędzia: Kim Dong-jin |
|                              |       |                |                              |                                                                         |

| 16 stycznia 2011 19:15 UTC+3 | Katar · Bilal Mohammed 11' · Mohammed Al-Sajid 16' · Fábio César 86' | 3:0(2:0)Raport | Kuwejt | Khalifa International Stadium, Doha Widzów: 28 339 Sędzia: Abdul Malik |
|                              |                                                                      |                |        |                                                                        |

| 16 stycznia 2011 19:15 UTC+3 | Chiny · Yu Hai 6' · Hao Junmin 56' | 2:2(1:1)Raport | Uzbekistan · 30' Odil Ahmedov · 46' Aleksandr Geynrix | Stadion Al-Gharafa, Doha Widzów: 3 529 Sędzia: Abdullah Al Hilali |
|                              |                                    |                |                                                       |                                                                   |

### Grupa B
| Zespół           | M | W | R | P | Br+ | Br- | +/- | Pkt |
| ---------------- | - | - | - | - | --- | --- | --- | --- |
| Japonia          | 3 | 2 | 1 | 0 | 8   | 2   | +6  | 7   |
| Jordania         | 3 | 2 | 1 | 0 | 4   | 2   | +2  | 7   |
| Syria            | 3 | 1 | 0 | 2 | 4   | 5   | -1  | 3   |
| Arabia Saudyjska | 3 | 0 | 0 | 3 | 1   | 8   | -7  | 0   |

| 9 stycznia 2011 16:15 UTC+3 | Japonia · Maya Yoshida 90+2' | 1:1(0:1)Raport | Jordania · 45' Hassan Abdel Fattah | Qatar SC Stadium, Doha Widzów: 6 255 Sędzia: Abdul Malik |
|                             |                              |                |                                    |                                                          |

| 9 stycznia 2011 19:15 UTC+3 | Arabia Saudyjska · Tayseer Al Jasem 60' | 1:2(0:1)Raport | Syria · 38', 63' Abdelrazak Al Hussain | Al-Rayyan Stadium, Ar-Rajjan Widzów: 16 562 Sędzia: Kim Dong-jin |
|                             |                                         |                |                                        |                                                                  |

| 13 stycznia 2011 16:15 UTC+3 | Jordania · Baha’a Abdul-Rahman 42' | 1:0(1:0)Raport | Arabia Saudyjska | Al-Rayyan Stadium, Ar-Rajjan Widzów: 17 349 Sędzia: Ali Al Badwawi |
|                              |                                    |                |                  |                                                                    |

| 13 stycznia 2011 19:15 UTC+3 | Syria · Firas Al Khatib 76' (k) | 1:2(0:1)Raport | Japonia · 35' Makoto Hasebe · 82' (k) Keisuke Honda | Qatar SC Stadium, Doha Widzów: 10 453 Sędzia: Mohsen Torky |
|                              |                                 |                |                                                     |                                                            |

| 17 stycznia 2011 16:15 UTC+3 | Arabia Saudyjska | 0:5(0:3)Raport | Japonia · 8', 13', 80' Shinji Okazaki · 19', 51' Ryōichi Maeda | Al-Rayyan Stadium, Ar-Rajjan Widzów: 2 022 Sędzia: Ravshan Ermatov |
|                              |                  |                |                                                                |                                                                    |

| 17 stycznia 2011 16:15 UTC+3 | Jordania · Ali Diab 30' (sam.) · Odai Al-Saify 59' | 2:1(1:1)Raport | Syria · 15' Mohamed Al Zeno | Qatar SC Stadium, Doha Widzów: 9 849 Sędzia: Abdulrahman Mohammed |
|                              |                                                    |                |                             |                                                                   |

### Grupa C
| Zespół           | M | W | R | P | Br+ | Br- | +/- | Pkt |
| ---------------- | - | - | - | - | --- | --- | --- | --- |
| Australia        | 3 | 2 | 1 | 0 | 6   | 1   | +5  | 7   |
| Korea Południowa | 3 | 2 | 1 | 0 | 7   | 3   | +4  | 7   |
| Bahrajn          | 3 | 1 | 0 | 2 | 6   | 5   | +1  | 3   |
| Indie            | 3 | 0 | 0 | 3 | 3   | 13  | -10 | 0   |

| 10 stycznia 2011 16:15 UTC+3 | Indie | 0:4(0:3)Raport | Australia · 11', 64' Tim Cahill · 25' Harry Kewell · 45+2' Brett Holman | Jassim Bin Hamad Stadium, Doha Widzów: 9 783 Sędzia: Ali Al Badwawi |
|                              |       |                |                                                                         |                                                                     |

| 10 stycznia 2011 19:15 UTC+3 | Korea Południowa · Koo Ja-cheol 40', 52' | 2:1(1:0)Raport | Bahrajn · 85' (k) Fauzi Mubarak Ajisz | Stadion Al-Gharafa, Doha Widzów: 6 669 Sędzia: Abdullah Al Hilali |
|                              |                                          |                |                                       |                                                                   |

| 14 stycznia 2011 16:15 UTC+3 | Australia · Mile Jedinak 62' | 1:1(0:1)Raport | Korea Południowa · 24' Koo Ja-cheol | Stadion Al-Gharafa, Doha Widzów: 15 526 Sędzia: Mohammed Abdulrahman |
|                              |                              |                |                                     |                                                                      |

| 14 stycznia 2011 19:15 UTC+3 | Bahrajn · Fauzi Mubarak Ajisz 8' (k) · Isma’il Abd al-Latif 16', 19', 35', 77' | 5:2(4:1)Raport | Indie · 9' Gouramangi Singh · 52' Sunil Chhetri | Jassim Bin Hamad Stadium, Doha Widzów: 11 032 Sędzia: Subkhiddin Mohd Salleh |
|                              |                                                                                |                |                                                 |                                                                              |

| 18 stycznia 2011 16:15 UTC+3 | Korea Południowa · Ji Dong-won 6', 23' · Koo Ja-cheol 9' · Son Heung-min 81' | 4:1(3:1)Raport | Indie · 12' (k) Sunil Chhetri | Stadion Al-Gharafa, Doha Widzów: 11 366 Sędzia: Khalil Al Ghamdi |
|                              |                                                                              |                |                               |                                                                  |

| 18 stycznia 2011 16:15 UTC+3 | Australia · Mile Jedinak 37' | 1:0(1:0)Raport | Bahrajn | Jassim Bin Hamad Stadium, Doha Widzów: 3 919 Sędzia: Yūichi Nishimura |
|                              |                              |                |         |                                                                       |

### Grupa D
| Zespół                       | M | W | R | P | Br+ | Br- | +/- | Pkt |
| ---------------------------- | - | - | - | - | --- | --- | --- | --- |
| Iran                         | 3 | 3 | 0 | 0 | 6   | 1   | +5  | 9   |
| Irak                         | 3 | 2 | 0 | 1 | 3   | 2   | +1  | 6   |
| Korea Północna               | 3 | 0 | 1 | 2 | 0   | 2   | -2  | 1   |
| Zjednoczone Emiraty Arabskie | 3 | 0 | 1 | 2 | 0   | 4   | -4  | 1   |

| 11 stycznia 2011 16:15 UTC+03:00 | Korea Północna | 0:0Raport | Zjednoczone Emiraty Arabskie | Qatar SC Stadium, Doha Widzów: 3 639 Sędzia: Subkhiddin Mohd Salleh |
|                                  |                |           |                              |                                                                     |

| 11 stycznia 2011 19:15 UTC+03:00 | Irak · Younis Mahmoud 13' | 1:2(1:1)Raport | Iran · 43' Gholamreza Rezaei · 84' Iman Mobali | Al-Rayyan Stadium, Ar-Rajjan Widzów: 10 478 Sędzia: Ravshan Ermatov |
|                                  |                           |                |                                                |                                                                     |

| 15 stycznia 2011 16:15 UTC+03:00 | Iran · Karim Ansarifard 62' | 1:0(0:0)Raport | Korea Północna | Qatar SC Stadium, Doha Widzów: 6 488 Sędzia: Nawaf Szukr Allah |
|                                  |                             |                |                |                                                                |

| 15 stycznia 2011 19:15 UTC+03:00 | Zjednoczone Emiraty Arabskie | 0:1(0:0)Raport | Irak · 90+3' (sam.) Walid Abbas | Al-Rayyan Stadium, Ar-Rajjan Widzów: 7 233 Sędzia: Yūichi Nishimura |
|                                  |                              |                |                                 |                                                                     |

| 19 stycznia 2011 19:15 UTC+03:00 | Irak · Karrar Jassim 22' | 1:0(1:0)Raport | Korea Północna | Al-Rayyan Stadium, Ar-Rajjan Widzów: 4 111 Sędzia: Subkhiddin Mohd Salleh |
|                                  |                          |                |                |                                                                           |

| 19 stycznia 2011 19:15 UTC+03:00 | Zjednoczone Emiraty Arabskie | 0:3(0:0)Raport | Iran · 70' Arasz Afszin · 83' Mohammad Nouri · 90+2' (sam.) Walid Abbas | Qatar SC Stadium, Doha Widzów: 5 012 Sędzia: Kim Dong-jin |
|                                  |                              |                |                                                                         |                                                           |

## Faza pucharowa
|  |                         |                  |                         |                         |      |            |                         |          |  |  |       |       |       |
|  | Ćwierćfinał             | Ćwierćfinał      | Ćwierćfinał             |                         |      | Półfinał   | Półfinał                | Półfinał |  |  | Finał | Finał | Finał |
|  | Ćwierćfinał             | Ćwierćfinał      | Ćwierćfinał             |                         |      | Półfinał   | Półfinał                | Półfinał |  |  | Finał | Finał | Finał |
|  | 21 stycznia 2011 – Doha |                  |                         |                         |      |            |                         |          |  |  |       |       |       |
|  |                         |                  |                         |                         |      |            |                         |          |  |  |       |       |       |
|  | Uzbekistan              | Uzbekistan       | 2                       |                         |      |            |                         |          |  |  |       |       |       |
|  | Uzbekistan              | Uzbekistan       | 2                       | 25 stycznia 2011 – Doha |      |            |                         |          |  |  |       |       |       |
|  | Jordania                | Jordania         | 1                       |                         |      |            |                         |          |  |  |       |       |       |
|  | Jordania                | Jordania         | 1                       |                         |      | Uzbekistan | Uzbekistan              | 0        |  |  |       |       |       |
|  | 22 stycznia 2011 – Doha |                  |                         |                         |      | Uzbekistan | Uzbekistan              | 0        |  |  |       |       |       |
|  |                         |                  | Australia               | Australia               | 6    |            |                         |          |  |  |       |       |       |
|  | Australia               | Australia        | Australia               | Australia               | 6    | 1          |                         |          |  |  |       |       |       |
|  | Australia               | Australia        |                         |                         |      | 1          | 29 stycznia 2011 – Doha |          |  |  |       |       |       |
|  | Irak                    | Irak             | 0                       |                         |      |            |                         |          |  |  |       |       |       |
|  | Irak                    | Irak             | 0                       |                         |      | Australia  | Australia               | 0        |  |  |       |       |       |
|  | 21 stycznia 2011 – Doha |                  |                         |                         |      | Australia  | Australia               | 0        |  |  |       |       |       |
|  |                         |                  | Japonia                 | Japonia                 | 1    |            |                         |          |  |  |       |       |       |
|  | Japonia                 | Japonia          | Japonia                 | Japonia                 | 1    | 3          |                         |          |  |  |       |       |       |
|  | Japonia                 | Japonia          | 25 stycznia 2011 – Doha |                         |      | 3          |                         |          |  |  |       |       |       |
|  | Katar                   | Katar            | 2                       |                         |      |            |                         |          |  |  |       |       |       |
|  | Katar                   | Katar            | 2                       |                         |      | Japonia    | Japonia                 | 2(3)     |  |  |       |       |       |
|  | 22 stycznia 2011 – Doha |                  |                         |                         |      | Japonia    | Japonia                 | 2(3)     |  |  |       |       |       |
|  |                         |                  | Korea Południowa        | Korea Południowa        | 2(0) |            |                         |          |  |  |       |       |       |
|  | Iran                    | Iran             | Korea Południowa        | Korea Południowa        | 2(0) | 0          |                         |          |  |  |       |       |       |
|  | Iran                    | Iran             |                         |                         |      |            |                         |          |  |  |       |       |       |
|  | Korea Południowa        | Korea Południowa | 1                       |                         |      |            |                         |          |  |  |       |       |       |
|  | Korea Południowa        | Korea Południowa | 1                       |                         |      |            |                         |          |  |  |       |       |       |

### Ćwierćfinały
| 21 stycznia 2011 16:25 UTC+03:00 | Japonia · Shinji Kagawa 28', 70' · Masahiko Inoha 89' | 3:2(1:1)Raport | Katar · 12' Sebastián Soria · 63' Fábio César | Stadion Al-Gharafa, Doha Widzów: 19 479 Sędzia: Subkhiddin Mohd Salleh |
|                                  |                                                       |                |                                               |                                                                        |

| 21 stycznia 2011 19:25 UTC+03:00 | Uzbekistan · Ulugʻbek Baqoyev 46', 49' | 2:1(0:0)Raport | Jordania · 58' Baszar Bani Jasin | Khalifa International Stadium, Doha Widzów: 16 075 Sędzia: Abdul Malik |
|                                  |                                        |                |                                  |                                                                        |

| 22 stycznia 2011 16:25 UTC+03:00 | Australia · Harry Kewell 117' | 1:0 (dogr.)(0:0)Raport | Irak | Jassim Bin Hamad Stadium, Doha Widzów: 7 890 Sędzia: Abdulrahman Mohammed |
|                                  |                               |                        |      |                                                                           |

| 22 stycznia 2011 19:25 UTC+03:00 | Iran | 0:1 (dogr.)(0:0)Raport | Korea Południowa · 105+2' Yoon Bit-garam | Qatar SC Stadium, Doha Widzów: 7 111 Sędzia: Ravshan Ermatov |
|                                  |      |                        |                                          |                                                              |

### Półfinały
| 25 stycznia 2011 16:25 UTC+03:00                                | Japonia · Ryōichi Maeda 36' · Hajime Hosogai 97' | 2:2 (dogr.) k. 3:0(1:1, 1:1)Raport          | Korea Południowa · 23' (k) Ki Sung-yong · 120' Hwang Jae-won | Stadion Al-Gharafa, Doha Widzów: 16 171 Sędzia: Khalil Al Ghamdi |
|                                                                 |                                                  |                                             |                                                              |                                                                  |
|                                                                 |                                                  | Rzuty karne                                 |                                                              |                                                                  |
| Keisuke Honda · Shinji Okazaki · Yūto Nagatomo · Yasuyuki Konno |                                                  | Koo Ja-cheol · Lee Yong-rae · Hong Jeong-ho |                                                              |                                                                  |

| 25 stycznia 2011 19:25 UTC+03:00 | Uzbekistan | 0:6(0:2)Raport | Australia · 5' Harry Kewell · 34' Saša Ognenovski · 65' David Carney · 74' Brett Emerton · 82' Carl Valeri · 83' Robbie Kruse | Khalifa International Stadium, Doha Widzów: 24 826 Sędzia: Ali Al Badwawi |
|                                  |            |                | |                                                                           |

### Mecz o III. miejsce
| 28 stycznia 2011 18:00 UTC+03:00 | Korea Południowa · Koo Ja-cheol 18' · Ji Dong-won 28', 39' | 3:2(3:1)Raport | Uzbekistan · 43' (k), 53' Aleksandr Geynrix | Jassim Bin Hamad Stadium, Doha Widzów: 8 199 Sędzia: Abdul Malik Bashir |
|                                  |                                                            |                |                                             |                                                                         |

### Finał
| 29 stycznia 2011 18:00 UTC+03:00 | Australia | 0:1 (dogr.)(0:0)Raport | Japonia · 109' Tadanari Lee | Khalifa International Stadium, Doha Widzów: 37 174 Sędzia: Ravshan Ermatov |
|                                  |           |                        |                             |                                                                            |

## Nagrody
| Najlepszy strzelec | MVP           | Fair Play        |
| ------------------ | ------------- | ---------------- |
| Koo Ja-cheol       | Keisuke Honda | Korea Południowa |

## Strzelcy

### 5 goli
- Koo Ja-cheol

### 4 gole
- Isma’il Abd al-Latif
- Ji Dong-won

### 3 gole
- Harry Kewell
- Ryōichi Maeda
- Shinji Okazaki
- Aleksandr Geynrix

### 2 gole
- Tim Cahill
- Mile Jedinak
- Fauzi Mubarak Ajisz
- Sunil Chhetri
- Shinji Kagawa
- Yusef Ali
- Fábio César
- Abdelrazak Al Hussain
- Odil Ahmedov
- Ulugʻbek Baqoyev
- Server Jeparov

### 1 gol
- Tayseer Al Jasem
- David Carney
- Brett Emerton
- Brett Holman
- Robbie Kruse
- Saša Ognenovski
- Carl Valeri
- Deng Zhuoxiang
- Hao Junmin
- Yu Hai
- Zhang Linpeng
- Gouramangi Singh
- Karrar Jassim
- Younis Mahmoud
- Arasz Afszin
- Karim Ansarifard
- Iman Mobali
- Mohammad Nouri
- Gholamreza Rezaei
- Makoto Hasebe
- Keisuke Honda
- Hajime Hosogai
- Masahiko Inoha
- Maya Yoshida
- Tadanari Lee
- Hassan Abdel Fattah
- Baha’a Abdul-Rahman
- Odai Al-Saify
- Baszar Bani Jasin
- Mohammed Al-Sajid
- Bilal Mohammed
- Sebastián Soria
- Hwang Jae-won
- Ki Sung-yong
- Son Heung-min
- Yoon Bit-garam
- Bader Al Mudwa
- Firas Al Khatib
- Mohamed Al Zeno
- Maksim Shatskix

### Gole samobójcze
- Walid Abbas (dla Iraku)
- Walid Abbas (dla Iranu)
- Ali Diab (dla Jordanii)

## Hat-tricki
- Isma’il Abd al-Latif − Bahrajn − Indie (14.01.2011, faza grupowa)
- Shinji Okazaki − Arabia Saudyjska − Japonia (17.01.2011, faza grupowa)

## Czerwone kartki
- Musaed Neda − za faul. (Kuwejt - Chiny, 8.01.2011, faza grupowa)
- Kwak Tae-hwi − za faul w polu karnym. (Korea Południowa - Bahrajn, 10.01.2011, faza grupowa)
- Eiji Kawashima − za faul w polu karnym. (Syria - Japonia, 13.01.2011, faza grupowa)
- Fauzi Mubarak Ajisz − za drugą żółtą kartkę. (Bahrajn - Indie, 14.01.2011, faza grupowa)
- Arasz Afszin − za drugą żółtą kartkę. (Zjednoczone Emiraty Arabskie - Iran, 19.01.2011, faza grupowa)
- Khalid Sebil − za drugą żółtą kartkę. (Zjednoczone Emiraty Arabskie - Iran, 19.01.2011, faza grupowa)
- Maya Yoshida − za drugą żółtą kartkę. (Japonia - Katar, 21.01.2011, ćwierćfinał)
- Ulugʻbek Baqoyev − za drugą żółtą kartkę. (Uzbekistan - Australia, 25.01.2011, półfinał)